# Le Rêve de l'horloger
Le Rêve de l'horloger er en fransk stumfilm fra 1904 af Georges Méliès.